# Operação Dragão
Operação Dragão foi o codinome para invasão Aliada de Provença (sul da França) em 15 de agosto de 1944. A operação foi inicialmente planejada para ser executada em conjunto com a Operação Overlord, os desembarques Aliados na Normandia, mas a falta de recursos disponíveis levou ao cancelamento do segundo patamar. Em julho de 1944, o desembarque foi reconsiderado, pois os portos congestionados da Normandia não tinham capacidade para abastecer adequadamente as forças aliadas. 

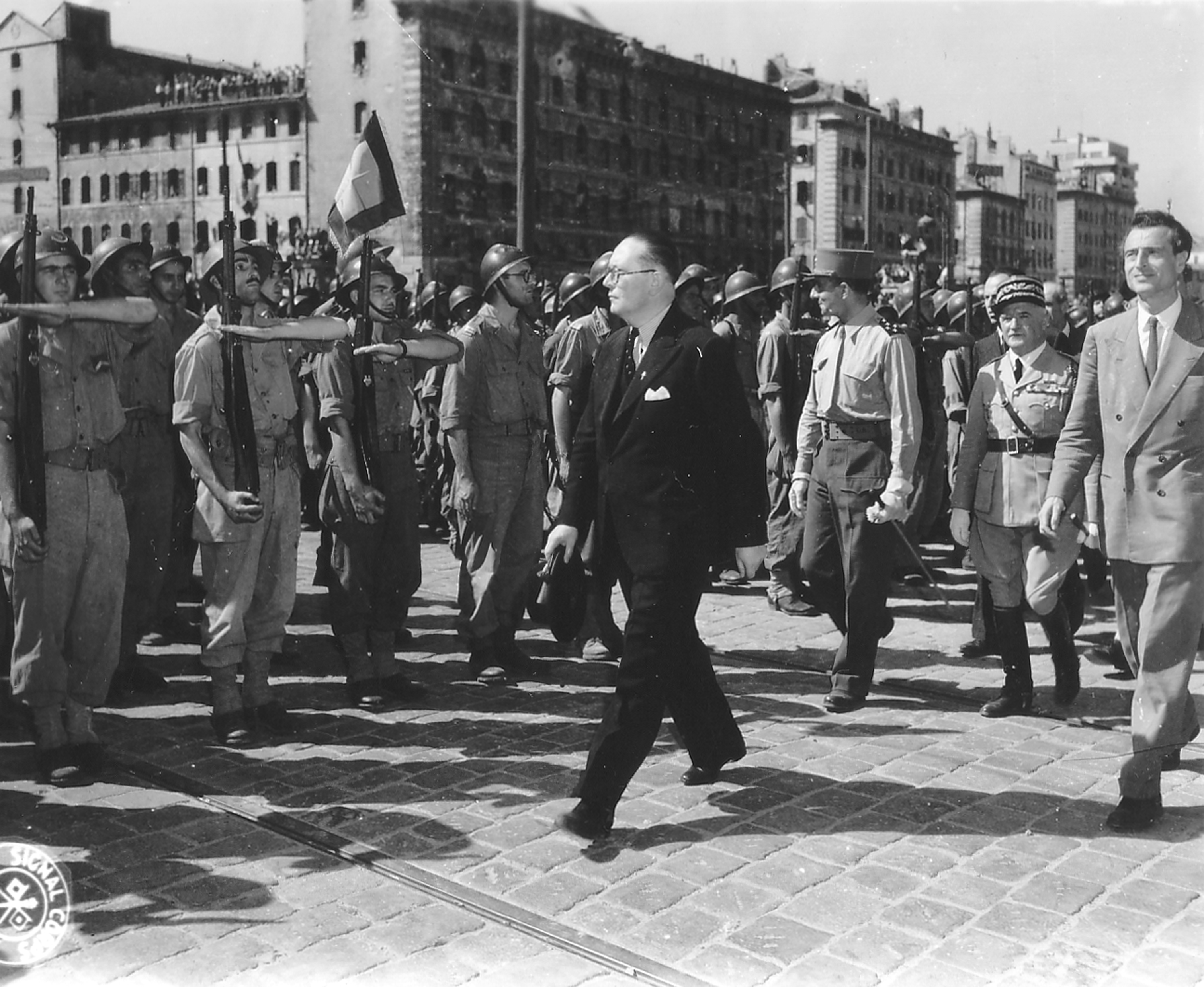
Libertação de Marseille, Agosto de 1944

Com a seguridade da Normandia e os alemães em retirada para a linha Siegfried, estes não conseguiram evitar a derrota. Não foi difícil derrotar as divisões alemãs na fronteira com a Itália, despachando divisões americanas e inglesas. A Resistência Francesa foi de grande ajuda contra o 2º exercito alemão de infantaria e o exército inglês destruiu essa linha de defesa, acabando com a defesa alemã e terminando com a resistência no sul da França.